# King Star King
King Star King es una serie web animada para adultos estadounidense creada por JJ Villard de Adult Swim, Eric Kaplan es el cocreador del episodio piloto. La serie se transmitió en el servicio de transmisión de video en línea de la red Adult Swim Video el 15 de junio de 2014 antes de que se transmitiera por televisión.
JJ Villard fue originalmente un escritor para Cartoon Network de Uncle Grandpa y artista de desarrollo visual para DreamWorks Animation de Shrek Forever After.

## Sinopsis
La serie gira en torno al personaje titular, King Star King (Tommy Blacha): un hombre alto y rubio y musculoso. Después de seducir a su amor, la princesa Blancanieves, se cae de su plano más alto de existencia para servir como cocinero de alevines en una destartalada casa de waffles. Para recuperar su lugar en los cielos, debe luchar contra su amnesia para derrotar al malvado Spring Bunny y rescatar a Blancanieves.

## Producción
El piloto fue anunciado anterior 2012 de la red por adelantado como parte de su desarrollo pizarra. También se divulgó durante el inicio, y se informó nuevamente antes del inicio de la red al año siguiente. Se anunció como una serie web para Adult Swim Video que se estrenará el 15 de junio de 2014; La serie fue anunciada como "demasiado sexxxy" para la televisión. La red realizó una encuesta en línea sobre si los episodios deberían publicarse diariamente o todos a la vez; el 11 de junio, la red anunció que lanzaría los seis episodios de la primera temporada simultáneamente. El 9 de junio se anunció un sorteo para la serie, promoviendo seis oportunidades para ganar obras de arte originales de Villard.
La serie está animada por Titmouse, Inc. y producida por la tarjeta de vanidad de JJ Villard, Kurtis; Mirari Films proporcionó animación para el episodio piloto. En una entrevista en la Comic-Con 2013, Villard apodó al personaje titular como "He-Man en las drogas". El desarrollador de la serie Tommy Blacha continuó describiendo comentarios con los Estándares y Prácticas de la red para "contar mejor [el programa]". Cuando se le preguntó acerca de la inspiración para la serie, Blacha bromeó diciendo que Villard lanzó la serie al ejecutivo de la red Mike Lazzo con un dibujo del protagonista, para lo cual aprobó la producción del piloto. Los dos explicaron que cuando Villard comenzó a trabajar en ello con otro productor y volvía a Lazzo "loco", abandonó al piloto; Esto llevó a Blacha a unirse como productor y atenuarlo en "2%".

## Voces
- Tommy Blacha - King Star King, Hank Waffles, Gurbles, Fat Frank, Mike Balls, KWA KWA
- Robin Atkin Downes -  Narrador, Alfonso Molestro, Doctor, Chunkles, Madre de Hank, Tim Tumor, Carmine Excrementi, Pinchy Laroux, God Star God
- JJ Villard - Pooza, cliente, surfista
- Rachel Butera - Princesa Blancanieves (2014), Slutty Waitress, Baroness Sludgeclot, Smear, Mrs. Balls, Burger Bitch
- Mallory McGill - Princesa Blancanieves (2013)
- Eric Kaplan - Conejito de primavera, Scrod
- Will Sasso - Eddie 5 Cornamentas

## Lanzamiento y recepción
El piloto fue proyectado en el San Diego Comic-Con International 2013, junto con un panel organizado por Villard y Blacha. En julio de 2013, se lanzó en línea como parte de una presentación de programas en desarrollo para la red, en colaboración con KFC; los televidentes podían votar por su piloto favorito, y el ganador se transmitía el 26 de agosto de 2013. La serie perdió ante Übermansion, una producción de Stoopid Buddy Stoodios, aunque la presentación ganó un Premio de la Campaña de Publicidad en Internet en 2014 por "Mejor campaña publicitaria integrada de TV". Sin embargo, el piloto se emitió en el bloque Toonami de la red el 3 de noviembre de 2013 durante la transición del horario de verano; Las calificaciones de Nielsen no fueron capturadas durante este período.
Meredith Woerner de io9 dijo que la serie obtuvo su aprobación en su descripción de un "punk rock He-Man". Por el contrario, al examinar la descripción del programa, Patrick Kevin Day, del blog oficial de Los Angeles Times, calificó a la red de "hogar de personajes estúpidos".